# Adamsita-(Y)
L'adamsita-(Y) és un mineral de la classe dels carbonats. El seu nom és en honor de Frank Dawson Adams, professor de la Universitat McGill, Mont-real, Canadà. El mineral tipus es troba al Canadian Museum of Nature, Ottawa, Canadà. La localitat tipus és a Mont Saint-Hilaire, La Vallée-du-Richelieu RCM, Montérégie, Quebec, Canadà.
La seva fórmula química va ser actualitzada l'any 2025 a NaY(CO₃)₂(H₂O)₃·3H₂O, degut a que a partir del mes de juliol de 2025 canvia la manera en que es mostren les molècules d'aigua a les fórmules depenent si els oxígens pertanyen a algun poliedre de coordinació o no.
Segons la classificació de Nickel-Strunz, l'adamsita-(Y) pertany a «05.CC - Carbonats sense anions addicionals, amb H₂O, amb elements de terres rares (REE)» juntament amb els següents minerals: donnayita-(Y), ewaldita, mckelveyita-(Y), weloganita, tengerita-(Y), kimuraïta-(Y), lokkaïta-(Y), shomiokita-(Y), calkinsita-(Ce), lantanita-(Ce), lantanita-(La), lantanita-(Nd), decrespignyita-(Y) i galgenbergita-(Ce).

## Formació i jaciments
És un mineral hidrotermal rar, format en les últimes etapes d'hidrotermalisme de baixa temperatura en dics de pegmatites alcalines associades amb complexos intrusius gabro-sienitics alcalins. Es pot trobar associada amb: thomasclarkita-(Y), rodocrosita, petersenita-(Ce), horvathita-(Y) i donnayita-(Y).